# YAMAMAN presents MUSIC SALAD FROM U-kari STUDIO
YAMAMAN presents MUSIC SALAD FROM U-kari STUDIO（ヤママン プレゼンツ ミュージックサラダ フロム ユーカリスタジオ）は、ベイエフエムで放送されているラジオ番組である。山万の冠スポンサー番組。通称はミュージックサラダ。

## 番組概要
- 月曜〜木曜日のランチタイムに放送するbayfmの公開生放送番組。ユーカリが丘駅前のユーカリプラザ1FのU-kari STUDIOから放送している。時期によってスタジオの形態が変わり、春〜夏はスタジオのドアを開放し（DJがユーカリ広場方面を向く）、秋〜冬はドアを閉め切り、ユーカリプラザ内のベジタウンの方を向いて放送する（観客や気象条件によって向きが変わることもある）。滅多にないものの、ユーカリプラザの定休日はスタジオが閉鎖されるためbayfm本社からの放送となる。
- スタジオK・WEST（閉鎖）とは異なり元日が放送日となる場合も公開放送が実施されるが、代わりに2014年まで成人の日が特別番組放送のため休止だった[注釈 1]。
- 2019年4月以降、bayfmでサテライトスタジオからの公開放送による番組は当番組のみである[注釈 2]。
- 番組WEBページには、各DJとスタッフのブログが展開されており、他にも公式Twitter[注釈 3]やYouTubeチャンネル、facebookなども展開している（下記外部リンク参照）。スタッフブログの更新は、番組ディレクター「冬将軍」が担当。
- 番組内で岸本と2010年9月までDJを担当した曽根とのユニット「音野菜」（おんやさい）が結成され、「愛花」がオリコンチャートインディーズ部門で初登場4位を記録した。
- 各DJにちなんだ○○サラダとも呼ばれ、岸本が担当していた回は、あずサラダ、黒澤が担当していた回は黒サラダ、星屋が担当していた回はりおサラダ、松本が担当していた回はママサラダ、紗々が担当していた回は紗々サラダ、塩ノ谷が担当していた回は塩サラダ、宇佐美が担当していた回は宇佐サラダと呼ばれていた。
  - ○○サラダの呼び方は徐々に減り、2018年には聞かれなくなった。現在のDJは愛称で呼ばれている（能登＝のっち、宇佐美＝ウサミス・パイセン、山本＝まーちゃん、上野＝ゆうかちゃん・うえのもん・うえゆか）。
- 番組終了後はDJとのサイン会、握手会やツーショット写真の撮影なども行なっているが、DJのスケジュールの都合上などでやむを得ず中止になる場合もある。また、放送中のスタジオ周辺は全面撮影・録音禁止となっている。DJとのツーショット写真もネット上に公開してはならないことになっている。2016年9月19日よりくじ引き抽選制になっていたが、2017年9月からサイン会やツーショット写真撮影が再開された。
- bayfmの平日朝から夕方の番組は基本的にエンディングで次番組のDJとのクロストークをしているが、この番組ではしていない。ただし、次番組のDJ [注釈 4]に向けてネタ振りを行うことがある。なお、前番組のDJ [注釈 5]とはクロストークを実施している。

### 番組内で展開されるコーナー
SALAD MUSIC DRESSING（サラダミュージックドレッシング）
- 略称サラドレ。[注釈 6]
- 「サラダの最後にかけるのはドレッシング」というコンセプトで、毎回4〜6曲のラインナップの中からクロージングナンバーを、リスナーによる投票で決める番組のメインコーナー。テーマは「○○サラドレ」と週替わりで決められていた[注釈 7]が、2017年9月1週からテーマが設けられていない。但し、不定期でテーマを設けた選曲をしたり、裏テーマを設ける[注釈 8]ことがある。
- 投票は番組ホームページの応募フォームから可能で、投票とメッセージ[注釈 9]の両方が送れるページと投票のみが可能なページ、また番組宛に直接メールを送ることでも投票可能である。投票制限はないため、1人で何票でも投票できる。
- パワーウィーク期間中は一定時間ごとに得票数の少ない曲がノックアウトされる、サバイバル形式でのサラドレを行うこともある[注釈 10]。

一言メッセージ
- 前述のとおり、サラドレ投票時にメッセージもセットで送ることができるが、一言メッセージに一言レスポンスを早口で返すコーナーが2016年6月6日より突如誕生した。唐突に『カリキュラマシーンのテーマ』が流れ出すのが合図だが、そのタイミング、回数、長さはすべてディレクター一任なのでDJすらどこで差し込まれるかわからない模様。8月だけは「サンバ・ジャ・ネイヨ・ネブタ・ダヨ 2004」が使われた。2017年2月6日から2月23日までビートルズの「HELP」をバックにこあらくん(こあら大明神)が遠吠えしていた。

## DJの変遷
番組開始時からすべて女性が担当している（ゲストDJ等は後述）。
| 期間                   | 月         | 火         | 水         | 木                |
| ---------------------- | ---------- | ---------- | ---------- | ----------------- |
| 2003年10月 - 2005年9月 | 鹿島千穂   | 鹿島千穂   | 鹿島千穂   | 鹿島千穂 白井貴子 |
| 2005年10月 - 2007年3月 | 井川絵美   | 井川絵美   | 井川絵美   | 井川絵美          |
| 2007年4月 - 2010年9月  | 曽根由希江 | 岸本梓     | 曽根由希江 | 岸本梓            |
| 2010年10月 - 2012年3月 | 岸本梓     | 岸本梓     | 岸本梓     | 松本英子          |
| 2012年4月 - 2013年3月  | 黒澤ゆりか | 黒澤ゆりか | 黒澤ゆりか | 松本英子          |
| 2013年4月 - 2014年3月  | 黒澤ゆりか | 宇佐美友紀 | 紗々       | 松本英子          |
| 2014年4月 - 2015年3月  | 松本英子   | 宇佐美友紀 | 紗々       | 黒澤ゆりか        |
| 2015年4月 - 2016年6月  | 松本英子   | 宇佐美友紀 | 紗々       | 星屋莉央          |
| 2016年7月 - 2016年8月  | 松本英子   | 宇佐美友紀 | 紗々       | 下記参照          |
| 2016年9月 - 2017年3月  | 松本英子   | 宇佐美友紀 | 紗々       | 塩ノ谷早耶香      |
| 2017年4月 - 2017年5月  | 能登有沙   | 宇佐美友紀 | 山本まさみ | 塩ノ谷早耶香      |
| 2017年6月 - 2023年3月  | 能登有沙   | 宇佐美友紀 | 山本まさみ | 上野優華          |
| 2023年4月 - 現在       | 能登有沙   | 宇佐美友紀 | 橋本乃依   | 上野優華          |

## 出来事
- 2009年9月23日(水)の放送では2代目DJの井川がサプライズゲストとして登場している。
- 2012年3月28日(水)の放送は岸本の最終回放送で、木曜担当の松本とサプライズゲストとして曽根もスタジオに登場した。
- 2012年5月3日(木)の放送は、「幕張メッセどきどきフリーマーケット 2012」のbayfmサブステージへの出演を控えている中、松本に加え黒澤も放送に参加し、「ダブルDJサラドレ」が放送された。
- 2013年1月16日(水)の放送は黒澤が体調不良で休み、酒井道代が代理を務めた。
- 2013年9月23日(月)、2014年1月1日(水)の元旦は全曜日のDJが集まり放送が行われた（提供アナウンスは当該曜日のDJが担当）。
- 2014年2月4日(火)は宇佐美が、2月6日(木)は松本がいずれも体調不良のため、火曜に紗々、木曜に黒澤が代理を務めた。
- 2014年8月25日～28日のパワーウィーク実施期間中はそれぞれ2人体制で行われた。25日:松本、黒澤　26日:宇佐美、紗々　27日:紗々、松本　28日:黒澤、宇佐美
- 2014年10月1日（水）はbayfm開局25周年＆当番組放送11周年記念として（番組卒業した）レジェンドDJと称したサプライズゲストに井川、曽根、岸本を迎えた（メインDJは紗々）。後にbayfmの本社があるワールドビジネスガーデンに移動して6代目DJ全員集合とした公開生放送を行い、終了後は井川・曽根・岸本も加えたトークショーを行った。なお、この公開生放送では野呂佳代、佐藤由加理、浦野一美と共演した。
- 2014年11月10日〜13日はU-Kari studioがメンテナンスのため、本社マリブスタジオより放送。
- 2015年1月5日（月）、8月3日(月)の松本英子担当日はCLIFF EDGEのJUNと共にダブルDJで放送された。いずれもCLIFF EDGEのCDに松本が参加していたことによるコラボレーション。なお当番組の男性DJは（ゲストではあるが）これが初めてである。
- 2015年3月26日(木)の放送は、2012年4月から3年間DJをつとめた黒澤ゆりかの番組卒業回ということで、月〜水のDJがスタジオに全員集合するサプライズがあった。
- 2015年8月12日(水)の放送は、紗々が体調不良のため、宇佐美が代理を務めた。
- 2015年8月31日の週はDJが担当の曜日とは違う曜日に出演。月曜：星屋　火曜：松本　水曜：宇佐美　木曜：紗々
- 2015年11月1日(日)は松本、曽根、岸本のトークショーがユーカリプラザ5Fイベントスペースで開催された。
- 2016年2月29日(月)の放送は、ユーカリスタジオの回線トラブルのため、本社マリブスタジオで放送された。
- 2016年3月14日(月)の放送は曽根、21日(月)の放送は水曜DJの紗々が出演。
- 2016年7月12日(火)の放送は、宇佐美が体調不良のため、松本が代理を務めた。この日は当時レギュラーで出演していた「The BAY☆LINE」の前に生放送番組に出演することになった。
- 2016年9月22日(木)の放送は、当日放送後にひまわり感謝祭があるので全曜日DJが一斉に出演した。
- 2016年12月19日の週はシャッフルウィークと称してDJが担当の曜日とは違う曜日に出演。月曜：宇佐美　火曜：紗々　水曜：塩ノ谷　木曜：松本
- 2017年3月27日(月)の放送は、松本の最終出演日ということでレジェンドDJの黒澤も出演した（なお松本は翌日28日の「The BAY☆LINE」がbayfmレギュラー番組の最終出演であるが、その後もゲスト等で時折出演している）。
- 2017年5月18日(木)の放送で、当時木曜DJだった塩ノ谷が番組降板及び芸能界引退を発表した（5月25日が最終出演）。
- 2017年11月30日(木)の放送では初代DJの白井貴子がゲスト出演した。
- 2018年1月1日(月)、2019年1月1日(火)、2020年1月1日（水）の放送では現DJが全員集合した。
- 2019年1月16日(水)の放送では山本が体調不良のため、上野が代理を務めた。
- 2019年2月4日(月)の放送では観覧として来ていた(2013年4月から2017年3月まで水曜DJの)紗々が飛び入り参加し、能登とダブルDJで放送された。
- 2019年2月26日(火)の放送では宇佐美が体調不良のため、能登が代理を務めた。(なお宇佐美は翌々日2月28日のbayfm_It!も休演している)
- 2019年3月12日(火)の放送では元DJの松本がスタジオ見学に来ており、そのままDJとして一緒に放送していた。
- 2019年3月26日(火)の放送は宇佐美が産休に入るためこの日をもって一時降板した（なお木曜日出演の「bayfm_It!」は降板した）。
- 2019年8月6日(火)の放送より宇佐美が産休から復帰。
- 2020年2月19日(水)の放送では山本まさみが体調不良の為この日は宇佐美、26日（水）は能登が代理を務めた。3月以降は後述。
- 2020年4月1日(水) - 6月18日(木)、2021年3月1日(月)-4月1日(木)、2021年8月2日(月)-2021年9月30日(木)、新型コロナウイルス感染症拡大防止のため、「U-kari Studio」での公開生放送を取り止め、bayfm本社スタジオからの放送となった。
- 2020年9月28日(月)の放送では八千代市・佐倉市内での大規模停電のため、bayfm本社スタジオからの放送となった。
- 2021年3月4日(木)の放送では上野が体調不良のため、能登が代理を務めた。
- 2021年5月4日(火)の放送では宇佐美が喉の不調のため、能登が代理を務めた。
- 2025年3月17日、18日の放送では能登、宇佐美が体調不良の為松本が代理を務めた

### 星屋莉央長期療養中の代理
- 2016年6月30日から星屋莉央が体調不良で休み、7月14日に長期療養が発表された。その後、8月15日の放送で星屋の降板が松本英子から発表があった。8月末までは以下のDJが代理を務めた。岸本、井川担当日の提供読みは松本が担当した。
  - 松本英子（2016年6月30日・7月28日）
  - 宇佐美友紀（2016年7月7日・21日）
  - 紗々（2016年7月14日）
  - 白井貴子・松本英子（2016年8月4日）
  - 岸本梓（2016年8月11日・18日）
  - 井川絵美（2016年8月25日）

### 宇佐美友紀産休中の代理
- 2019年4月から火曜日担当の宇佐美が産休に入ったため、4月の放送は水曜日担当の山本が代理を務めた。5月以降の代理は次の通り。
  - 能登有紗（5月7日、6月18日、7月16日）
  - 山本まさみ（5月21・28日、6月11・25日、7月2・23・30日）
  - 上野優華（5月14日、6月4日、7月9日）

### 山本まさみ療養中の代理
- 2020年2月19日の放送から水曜日担当の山本が体調不良による療養のため、4月22日に復帰するまで以下のDJが代理を務めた。
  - 宇佐美友紀（2月19日、3月11日、4月1日）
  - 能登有紗 （2月26日、3月18日、4月8日）
  - 曽根由紀江 （3月4日）
  - 上野優華 （3月25日、4月15日）

### 上野優華産休中の代理
- 2024年4月4日より木曜担当の上野が産休に入ったため、以下のDJが代打で出演。
  - 能登有紗 （5月9日、5月16日、5月23日）
  - 宇佐美友紀　（5月30日、6月6日、6月13日）
  - 橋本乃依 （4月4日、4月11日、4月18日、4月25日、5月2日、6月20日、6月27日）

## 番組企画

### ひまわり大作戦
- 番組開始当時から続くコーナー。DJとリスナーがひまわりを育てて夏の思い出作りをする企画。自宅の鉢で育てたり、100本以上植えられるスペースがあるリスナーは「ひまわりベース」と呼ばれる名所を作り、みんなが集える場所を募集している。
- ひまわりの種はスタジオ前やイベントで配布したり、郵送で送付もする。
- 番組が所有している畑「ひまわり大作戦・本部」[注釈 15]にリスナーが集い、DJやスタッフ達で耕して種を蒔くイベントや、種の収穫イベントも開催される。

### みんなで作る みんなの絵本
- 2012年、番組携帯サイトに掲載されたストーリーを元にリスナーからイラスト[注釈 16]を募集して絵本が完成した。
この絵本は番組ホームページで閲覧可能[注釈 17]。DJ二人による読み語り動画も制作され、同ページで見ることができる。

### 10年プロジェクト
- 2013年10月で番組開始から10年目の節目を迎えるにあたり、リスナー自身の10年間の日常を切り取ったメッセージを、メールや声（放送終了後にスタジオ前で録音している）で募集している。

### ひまわりソング2013
- 7月1日、番組とともに続いている「ひまわり大作戦」も10周年を迎えるのを記念して始まった企画。
- 松本がピアノ伴奏とラララで歌ったサビの候補3曲を放送中にオンエアし、1日からリスナーへ投票を呼び込み、最終的に11日、2番に決定した。
- 8月25日の番組イベントで、松本から完成発表と披露があった。9月23日の放送後、スタジオ前のリスナーに10月にCDリリースが決定したことを発表。

### 15周年プロジェクト
- 2019年10月で番組開始から15年目の節目を迎えるにあたり、リスナーから2003年頃の自分に向けた手紙を募集。
- サラダDJがオンエア内で手紙を代読する。

### 2020みんなのうたプロジェクト
- 1月14日に元DJである松本と曽根が中心となり始動。
- デモ音源公開後、リスナーから言葉やフレーズなどを募集し、集まった文章を歌詞にまとめた。
- 2月24日のオンエア終了後にイントロ部分に使うリスナーの声を収録する「リスナーコーラス隊 公開レコーディング」を行う予定だったが、新型コロナウイルス感染症の拡大防止のため延期となった。
- 現DJも参加した完成版が11月23日の放送にて「新しいサラダソング」の名で初放送、曲名とアーティスト名が募集され、30日にアーティスト名がMsalad、曲名がEN-JOINT!!!!!と発表された。
- 2021年4月26日(月)、ミュージックビデオが公開された。

### MUSIC SALADエアージョイント大作戦
- 2020年、例年通りのひまわり大作戦を行う事が出来ない事から始まった企画。
- ひまわり以外にも様々な大作戦を募集し、エアージョイントMAPを作成。
- 現DJも各自で作戦を行っている。

## コアラくん
- 番組のマスコットキャラクターであり、コアラくんという名前だが、実際はコアラではなく犬のぬいぐるみである[注釈 18]。
- 生年月日は2005年10月3日（井川が初出演した日）の天秤座。犬種はスタジオマスコット犬。性別は不明だが「ぼく」が一人称。人間でいうと高齢なのでいじられることがあり、別の小さいコアラくんがついている。
- 放送中の役割としてはDJへのツッコミで、例えば挨拶や呼びかけへの同意では「ワンワン」と鳴き、原稿を読み間違えたり呼びかけへ反対する時には「ガブッガブッ」と噛み付く効果音が流れる。2013年4月1日からは、新たに遠吠えなどの効果音も加わった。また、コアラくんが公式Twitterからつぶやきを投稿する日もある。
- 放送以外ではYouTubeに投稿される動画などに登場するが、その際には熊本県の公式ゆるキャラの「くまモン」とともに、「レイニー・エレファンツ」[注釈 19]というコンビ名で登場する[注釈 20]。

## ノベルティー
- 毎回番組に送られてきたメッセージの中から抽選でコアラッキーシール→ランチはサラダでおいシール（略称：おいシール）が3人に贈られる[注釈 21]。またステッカーに同封されるDJの挨拶文は、全て手書きとなっている。こちらは番組にメッセージを投稿したリスナー全員が抽選のエントリー対象となり、番組内でメッセージが採用されなくても当選する場合がある。
- 上記のシールとは別に、開運 桃尻ステッカー キラキラ→サラダ丸シール→肉丸ステッカー→15周年記念ステッカーというステッカー（シール）もあり、こちらはスタジオ前やイベントなどで配布されることが多い。なお、以前にも現在とは異なるデザインの開運 桃尻ステッカーなども存在した。

## オープニング・エンディング曲
- オープニング曲：テレビドラマ『奥さまは魔女』主題曲「奥さまは魔女のテーマ」（2013年4月1日 - 2015年4月16日）
全曜日オープニングの曲こそ同じだが、バージョン違いが4つある。
2013年4月第1週の放送以前は、HALFBYの「Baby Love (HALFBY More Shambles Remix)」が使用されていた。
- エンディング曲：サカモト教授「SAMURAI」（2013年4月1日 - 2015年4月16日）
2013年3月28日以前はピチカート・ファイヴの「Happy Sad」が使用されていた。